# Jagdschloss Kehrenbach
Das ehemalige Jagdschloss Kehrenbach ist ein abgegangenes Schloss im Kehrenbacher Tal im Stölzinger Gebirge. Es befand sich im Ortsteil Kehrenbach der nordhessischen Stadt Melsungen am Fuße des Schlossbergs.

## Geschichte
Der Ort Kehrenbach wurde erstmals 1209 in einem Besitzverzeichnis des St.-Petri-Stifts Fritzlar erwähnt. 1469/70 veranlasste Landgraf Ludwig II. von Hessen den Bau eines Jagdschlosses oberhalb von Kehrenbach. Das Gebäude stand am Fuldazufluss Kehrenbach an einem Seitenweg der Salzhandelsstraße Sälzerweg. Der Kehrenbach wurde an dieser Stelle zu einem Fischweiher aufgestaut, in dessen Mitte das Jagdschloss stand. Der Zugang wurde über eine Zugbrücke ermöglicht. Der Sohn Heinrichs des Eisernen, Otto der Schütz, schätzte das „edele Waidwerk“ im Stölzinger Gebirge. Ende des 16. Jahrhunderts ließ Landgraf Wilhelm IV. Ausbesserungsarbeiten vornehmen. Landgraf Moritz der Gelehrte fertigte 1628 und 1630 Handzeichnungen des Schlosses an, auf denen ein Gebäude mit massivem Untergeschoss und Fachwerkoberbau zu erkennen ist.
Vermutlich wurde das Schloss im Dreißigjährigen Krieg geplündert und zerstört. Danach verfiel es allmählich. Der Teich wurde noch bis zum Siebenjährigen Krieg (1756–1763) als Fischteich benutzt, dann verlandete er langsam. Heute hat die Wohnbebauung den Standort eingeholt, und nichts erinnert mehr an das einstige Schloss.